# Kenduskeag
Kenduskeag ist eine Town im Penobscot County des Bundesstaates Maine in den Vereinigten Staaten. Im Jahr 2020 lebten dort 1346 Einwohner in 627 Haushalten auf einer Fläche von 43,38 km².

## Geografie
Nach dem United States Census Bureau hat Newport eine Gesamtfläche von 43,38 km², die komplett aus Landfläche, ohne weitere Wasserfläche besteht.

### Geografische Lage
Kenduskeag liegt im Südwesten des Penobscot Countys. Der Kenduskeag-Strom fließt in südlicher Richtung durch das Gebiet der Town. Die Oberfläche ist eben, ohne nennenswerte Erhebungen.

### Nachbargemeinden
Alle Entfernungen sind als Luftlinien zwischen den offiziellen Koordinaten der Orte aus der Volkszählung 2010 angegeben.
- Nordosten: Hudson, 9,1 km
- Osten: Glenburn, 7,0 km
- Südwesten: Levant, 6,9 km
- Nordwesten: Corinth, 9,7 km

### Stadtgliederung
In Kenduskeag gibt es drei Siedlungsgebiete: Higginsville, Kenduskeag und Robyville.

### Klima
Die mittlere Durchschnittstemperatur in Kenduskeag liegt zwischen −7,8 °C (18 °Fahrenheit) im Januar und 20,6 °C (69 °Fahrenheit) im Juli. Damit ist der Ort gegenüber dem langjährigen Mittel der USA um etwa 9 Grad kühler. Die Schneefälle zwischen Oktober und Mai liegen mit bis zu zweieinhalb Metern mehr als doppelt so hoch wie die mittlere Schneehöhe in den USA; die tägliche Sonnenscheindauer liegt am unteren Rand des Wertespektrums der USA.

## Geschichte
Kenduskeag wurde am 20. Februar 1852 aus Teilen des Gebietes der Towns Levant und Glenburn als eigenständige Town organisiert. Das Gebiet wurde zu Beginn der 1800er Jahre von weißen Einwanderern besiedelt. Der Name Kenduskeag kommt aus der Abenaki-Sprache und bedeutet Platz zum Aale fangen. Samuel de Champlain erwähnte den Ort auf seiner Forschungsreise im Jahr 1604, als er dort Indianer beim Aalfischen beobachtete.
In Kenduskeag am Kenduskeag-Strom ist Startpunkt des Kenduskeag Stream Canoe Race (Kenduskeag-Strom-Kanu-Rennen), das alljährlich im April stattfindet.

### Einwohnerentwicklung
| Volkszählungsergebnisse – Town of Kenduskeag, Maine | Volkszählungsergebnisse – Town of Kenduskeag, Maine | Volkszählungsergebnisse – Town of Kenduskeag, Maine | Volkszählungsergebnisse – Town of Kenduskeag, Maine | Volkszählungsergebnisse – Town of Kenduskeag, Maine | Volkszählungsergebnisse – Town of Kenduskeag, Maine | Volkszählungsergebnisse – Town of Kenduskeag, Maine | Volkszählungsergebnisse – Town of Kenduskeag, Maine | Volkszählungsergebnisse – Town of Kenduskeag, Maine | Volkszählungsergebnisse – Town of Kenduskeag, Maine | Volkszählungsergebnisse – Town of Kenduskeag, Maine |
| Jahr                                                | 1800                                                | 1810                                                | 1820                                                | 1830                                                | 1840                                                | 1850                                                | 1860                                                | 1870                                                | 1880                                                | 1890                                                |
| --------------------------------------------------- | --------------------------------------------------- | --------------------------------------------------- | --------------------------------------------------- | --------------------------------------------------- | --------------------------------------------------- | --------------------------------------------------- | --------------------------------------------------- | --------------------------------------------------- | --------------------------------------------------- | --------------------------------------------------- |
| Einwohner                                           |                                                     |                                                     |                                                     |                                                     |                                                     |                                                     | 816                                                 | 770                                                 | 650                                                 | 536                                                 |
| Jahr                                                | 1900                                                | 1910                                                | 1920                                                | 1930                                                | 1940                                                | 1950                                                | 1960                                                | 1970                                                | 1980                                                | 1990                                                |
| Einwohner                                           | 423                                                 | 481                                                 | 451                                                 | 397                                                 | 387                                                 | 387                                                 | 584                                                 | 733                                                 | 1210                                                | 1234                                                |
| Jahr                                                | 2000                                                | 2010                                                | 2020                                                | 2030                                                | 2040                                                | 2050                                                | 2060                                                | 2070                                                | 2080                                                | 2090                                                |
| Einwohner                                           | 1171                                                | 1348                                                | 1346                                                |                                                     |                                                     |                                                     |                                                     |                                                     |                                                     |                                                     |

## Wirtschaft und Infrastruktur

### Verkehr
Die Maine State Route 15 verläuft in nordsüdlicher Richtung durch die Town. Sie folgt dem Verlauf des Kenduskeag Stream.

### Öffentliche Einrichtungen
In Kenduskeag gibt es keine medizinischen Einrichtungen oder Krankenhäuser. Nächstgelegene Einrichtungen für die Bewohner von Kenduskeag befinden sich in Bangor.
Die Case Memorial Library  befindet sich an der Stetson Road in Kenduskeag.

### Bildung
Kenduskeag gehört mit Bredford, Corinth, Hudson und Stetson zur Regional School Unit 64.
Im Schulbezirk werden folgende Schulen angeboten, alle befinden sich in Corinth:
- Central Community Elementary School, mit Schulklassen von Pre-Kindergarten bis zum 5. Schuljahr
- Central Middle School, mit Schulklassen von 6. bis zum 8. Schuljahr
- Central High School mit Schulklassen vom 9. bis zum 12. Schuljahr